# 颖壳

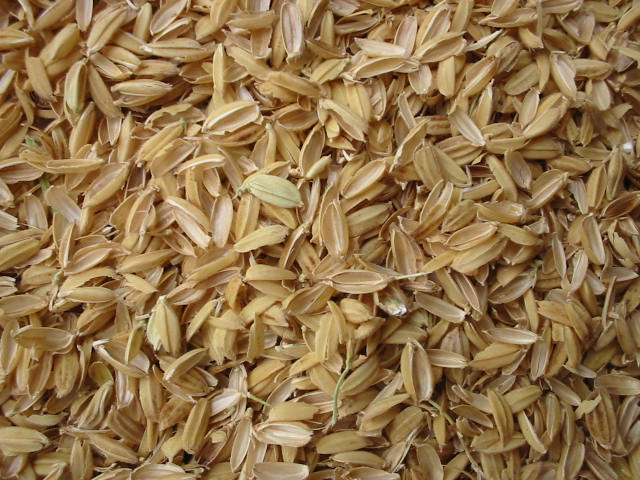
稻米的谷壳

颖壳是谷粒外包的干燥鳞状的保护壳，也被称为稃壳（尤其用于颖片极度退化的谷类作物，例如水稻）。人类不能食用颖壳，但可以作为家畜饲料。

## 谷粒的颖壳

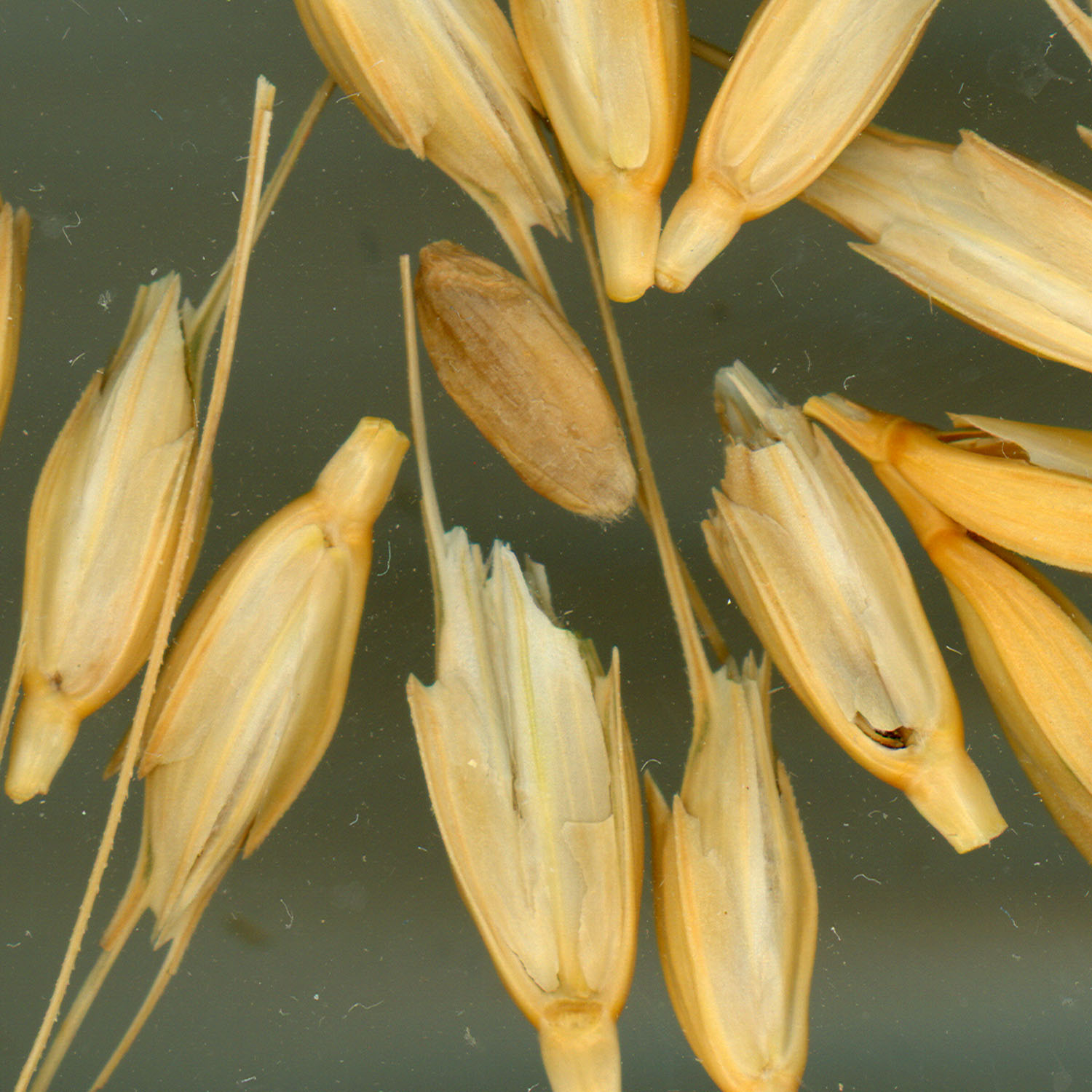
带颖壳的一粒小麦小穗

禾本科（包括水稻、大麦、燕麦与小麦等粮食作物）植物，每朵小花有一对鳞状薄膜的苞片包住，当颖果成熟，会被此对苞片（外稃加内稃）及外围的苞片（颖片）包裹，形成了干燥的颖壳（英語：husk）；剥除后，就称作了谷壳（英語：chaff）。颖壳不同于糠层，后者是颖果的果皮、种皮及其他组分的复合层。
野生的或者原始栽培品种，如一粒小麦、二粒小麦（即野生版的硬粒小麥）与斯佩耳特小麦，颖壳紧紧包覆住种子，无法脱去。但驯化的谷物（如硬粒小麦与普通小麦）的颖壳易碎，较容易被人为的过程，例如脱粒时，自行裂开而脱去；这些品种被称作免脱壳或者“裸”（naked）
松动并去除颖壳的过程即脱壳或称去壳，传统上通过研磨或者锤击。分离颖壳与种子称作揚穀或扬场，是通过风力把轻的颖壳吹走，密实的种子落下，从而把二者分开。

## 粮食加工
收割下的稻穗或者麦穗，第一步是把谷粒与穗分开，这是脱粒或称打谷。传统办法是在田间或打谷场，用打谷机或连枷等完成脱粒；或者把谷穗绑成小捆，挥舞双臂使劲往板凳上击打，使谷粒脱落。为提高谷粒的回收率，已经脱粒过的谷穗均匀铺撒在打谷场，然后再由牛马牵引石磙子转圈碾场；劳动者用木叉将底下的谷穗翻上来继续碾压。碾场完毕，打谷场还要晒谷使其干燥、扬场以去除杂质。现代农业使用脱粒机来完成此工序。脱粒后的水稻称为稻谷。
第二步是脱去颖壳。对于稻谷，称之为砻谷。现在使用砻谷机完成此工序。脱壳后的稻谷称为糙米。小麦的脱壳比较容易。
第三步是去除种子的种皮与胚芽，称为碾米或磨面。传统使用碓臼来舂米。可以直接加工稻谷，舂出第一遍的米是糙米，还要再舂上一到二遍，再筛去米糠，最后得到精米。